# 马娅·莫根施特恩
马娅·莫根施特恩（羅馬尼亞語：Maia Morgenstern，1962年5月1日—），女，罗马尼亚演员。曾获得欧洲电影奖最佳女演员。